# Skatepark di Pyongyang
Lo skatepark di Pyongyang (평양 로라스케트장?, 平壤 로라스케트場?, p'yŏngyang rorasŭk'et'ŭjangMR) è il primo skatepark della Corea del Nord, costruito all'interno del complesso sanitario di Ryugyŏng e inaugurato nel novembre del 2012. Nello skatepark sono presenti rampe, half-pipe, grind rail e una pista di pattinaggio.

## Storia
Negli anni 2010, una serie di progetti di rinnovamento urbano sono stati realizzati nella capitale Pyongyang. Tra di essi si annovera lo skatepark di Pyongyang, ideato come punto di ritrovo per i giovani della città. Infatti, a Pyongyang, l'utilizzo di pattini a rotelle tradizionali e pattini in linea è particolarmente diffuso. Prima della realizzazione dello skatepark, lo sport veniva praticato principalmente nei pressi dell'Arco di trionfo; dal novembre del 2012 in poi, è stato creato uno spazio apposito tra il complesso sanitario di Ryugyŏng e il salone espositivo di Kimilsungia e Kimjongilia, sulla sponda orientale del fiume Taedong. Lo skatepark dispone di una pista di pattinaggio, che viene generalmente percorsa in senso antiorario; per gli skater di livello più avanzato, è possibile far uso di rampe, ringhiere e half-pipe.
Kim Jong-un, il capo di stato della Corea del Nord, ha presenziato all'inaugurazione dello skatepark nel novembre del 2012. Durante la sua visita, gli sono state illustrate le caratteristiche principali del parco, così come la struttura della pista di pattinaggio. Gli è stato spiegato che, grazie alla sua ubicazione ideale, il parco attrarrà molti visitatori e pattinatori. Kim Jong-un ha espresso apertamente la sua soddisfazione riguardo alla realizzazione della struttura.
Una volta ringraziati coloro che hanno contribuito alla realizzazione dello skatepark, Kim Jong-un ha pronunciato le seguenti parole: "Affinché lo sport possa essere coltivato, è necessario cercare costantemente mezzi e metodi adatti alle condizioni del nostro paese, sulla base di preparazioni approfondite e dello sviluppo di una scienza dello sport che dev'essere portata a un alto livello. Allo stesso tempo, è importante prendere le misure necessarie per l'approvvigionamento delle attrezzature adatte per questo tipo di esercizio fisico".

## La cultura dello skateboard a Pyongyang
Il pattinaggio a rotelle e quello in linea sono le attività sportive principali praticate nello skatepark di Pyongyang. Rispetto ad essi, lo skateboard rimane uno sport di secondaria importanza in Corea del Nord. Nonostante la sua rarità, non è impossibile trovare praticanti di questo sport nella capitale. Secondo la Radio Free Asia, gli skateboard stanno spopolando anche a Pyongyang, godendo di moderato successo soprattutto tra gli studenti. Giovani su pattini a rotelle e skateboard si possono trovare nella piazza Kim Il-sung, così come nei dintorni dell'Arco di trionfo. L'ubicazione dello skatepark è ideale, poiché si trova nelle vicinanze del Teatro centrale della gioventù, diventando così il punto di ritrovo ideale per i giovani che frequentano le attività al teatro. È tuttavia molto probabile che la diffusione di questi sport, specialmente quella dello skateboard, si limiti ai confini della capitale Pyongyang; al momento non vi sono abbastanza informazioni riguardanti queste attività negli altri centri urbani della Corea del Nord.
Presso lo skatepark, i visitatori possono noleggiare sia pattini a rotelle che skateboard. La presenza di questi ultimi è stata osservata anche da un gruppo di turisti nel 2015.